# Bernardo Oliveira
Bernardo de Souza Oliveira (Brasília, 8 de junho de 1993) é um arqueiro brasileiro.

## Carreira
Foi um dos destaques da participação brasileira nos Jogos Sul-Americanos de 2010, em Medellín, na Colômbia, sendo um dos membros da delegação brasileira que mais ganhou medalhas na competição (seis no total, sendo quatro de ouro, uma de prata e uma de bronze).
Por ser considerado um dos atletas mais promissores do país para os Jogos Olímpicos de Verão de 2016, no Rio de Janeiro, foi incluído no projeto Vivência Olímpica, do Comitê Olímpico Brasileiro, para Londres 2012. Bernardo foi um entre dezesseis jovens promessas dos esportes levadas, pelo projeto do COB, para conhecer os Jogos de Londres. 

### Rio 2016
Bernardo fez parte da equipe brasileira nas Olimpíadas de 2016 que perdeu na primeira rodada para a China no Tiro com arco nos Jogos Olímpicos de Verão de 2016 - Equipes masculinas, ao lado de Marcus Vinicius D'Almeida e Daniel Xavier.
Em simples venceu na primeira rodada o medalhista australiano Alec Potts, porém, perdeu na segunda rodada, para o experiente arqueiro chileno Ricardo Soto.

#### Lockdown Knockout
Em junho de 2020 Bernardo Oliveira participou do Lockdown Knockout. Devido à pandemia do novo corona vírus o evento foi realizado de forma remota pela segunda vez. O primeiro torneio amistoso remoto de tiro com arco composto aconteceu em maio com a colombiana Sara Lopez vencendo a competição. O Brasil não teve representante. 
A Federação Internacional de Tiro com Arco (World Archery) transmitiu a competição pelo seu canal do YouTube.
Bernardo confrontou o arqueiro canadense Crispin Duenas nas quartas de final e acabou eliminado da competição. Dos quatro sets disputados Duenas venceu três. O placar final foi 7 a 1. 
Duenas foi o campeão da segunda edição do Lockdown Knockout.

## Títulos
- Campeonato Brasileiro Adulto - campeão (2009)
- Campeonato Pan-Americano Juvenil 2010 - 2 pratas e 2 bronzes
- Prêmio Brasil Olímpico - Melhor arqueiro (2010)
- Jogos Sul-Americanos 2010 - 4 ouros
- Pré-Olímpico das Américas Medellín 2012 - prata
- Copa Brasil de Tiro com Arco - ouro (Recife 2012)